# 林蕙
林蕙（英文：LAM Wai, Barbie，3月6日—）， 香港電台監製和節目主持、唱作人、司儀及商場音樂人。鋼琴達演奏級，並於3年內考獲古箏十級，擁全中國排名第6之佳绩。前為中學英文及音樂老師。2009年透過《DJ生還者》加入香港電台。

## 主持才能
林蕙2009年參加DJ生還者得到前五名，加入香港電台TeenPower，翌年晉身第二台。

### 香港電台第二台
- 《Beautiful Sunday》（2010-2015、2016-2018、2019-）
- 《晨光第一線》（2019年4月1日-）

### 曾主持的節目

#### TeenPower
- 《We Make Music》（2010）
- 《Teen Musik》（2011）

### 香港電台第二台
- 《輕談淺唱不夜天》（2010、2012）
- 《我愛廣東歌》（2011-2013）
- 《這裡找共鳴》（2014-2015、2017-2018）
- 《音樂說》（2020-2022）

## 歌唱才能
林蕙考獲演奏級鋼琴、十級古箏，能自彈自唱、跳舞。她自小參加歌唱大賽並獲得獎項，2007年起定期於各大商場作公開表演，2009年於TVB節目《超級巨聲》第21集任PK賽嘉賓。她亦有參與舞台劇演出，如《莫鎮賢：我的80、90、千禧回憶音樂劇場》。
她也會為音樂會及私人婚禮擔任琴手，如《第二十一屆國際流行音樂大獎頒獎禮》，替唱片公司編曲、唱 demo、和音，擔任大學及中學之歌唱比賽評判。

## 語言才能
林蕙畢業於香港大學文學士及教育學士（語文教育）-英文教育，副修法文及音樂，能說廣東話、英語、普通話、法文、日文。她曾當中學英文和音樂科教師及為各大商場及唱片公司擔任大會司儀，如《apm達人夜書市2012作者分享會》。

## 其他連結
- 林蕙 Barbie Lam 的 Facebook
- Barbie 的 微博
- Barbie 的 Youtube頻道